# Henri Wallon
Henri Wallon (París 1879- París 1962) va ésser un psicòleg francès, creador dels laboratoris de psicologia social.
Investigà els aspectes genètics de la conducta estudiant el desenvolupament emocional dels infants, amb idees i conclusions divergents en relació amb Piaget.
Tingué una intervenció decisiva en el Projecte Langevin-Wallon, projecte que, en la línia de l'humanisme occidental amb influències marxistes, intentava fer efectiva la igualtat d'oportunitats per a l'accés a tots els graus de l'ensenyament, però que, gestat durant l'època de la resistència francesa enfront dels nazis, no es va poder aprovar un cop acabada la Segona Guerra Mundial per l'oposició dels partits polítics conservadors. L'any 1954 va ser atropellat per un automòbil i va quedar paralític, però va continuar treballant fins a la seva mort, l'any 1962.

## Formació acadèmica i carrera professional
Estudià a l'institut Louis-le-Grand de París, després a l'Escola Normal Superior (1899), i en fou agregat de Filosofia (1902), assignatura que ensenyà a l'institut Bar-le-Duc durant un any. Tot seguit orientà la seva vocació cap a la Psicologia i els estudis de Medicina, gràcies a una beca de la Fundació Thiers. El 1908, mentre treballava al l'hospital de la Salpêtrière, presentà la seva tesi doctoral, que titulà El deliri de persecució: el deliri crònic basat en la interpretació. Fou mobilitzat després com a metge durant la primera guerra mundial i durant aquesta època s'interessà per la Neurologia.
Durant 1908 i 1931 estigué treballant en el consultori d'un centre mèdic i psicològic. El 1920, començà a donar classes a La Sorbona. El 1925 presentà una altra tesi doctoral, que titulà L'infant inquiet, amb què obtingué el reconeixement honorífic ès lettres; després fou nomenat director d'estudis a l'Escola de Pràctiques d'Estudis Superiors (1927), on fundà el laboratori de psicobiologia infantil el 1922. Fou nomenat professor del Col·legi de França (1937) i esdevingué professor honorari el gener del 1950.
El 1936 presidí una comissió interministerial de revisió per avaluar el nombre d'infants dits «deficients» o «retardats» a França i que hauria de desenvolupar els mètodes (tests) utilitzables per fer l'estudi. Aquest estudi fou anul·lat per manca de pressupost, però seria rellançat durant la Segona Guerra Mundial, el 1943 sota la direcció del doctor Mande, per iniciativa de dos antics membres de la comissió: Henri Decugis i Georges Heuyer.
Durant la segona guerra mundial, el govern de Vichy prohibí l'ensenyament i Wallon decidí unir-se a la resistència sota el pseudònim d'Hubert. Reprengué la carrera política i la d'investigador científic el 1944, en ser nomenat membre de la comissió de reforma de l'ensenyament que rebria el nom de Plan Langevin-Wallon, al començament com a vicepresident i, a la mort de Paul Langevin, com a president.
El 1948 fundà la revista Enfance. Fou president del Grup Francès d'Escola Nova, que promovia la renovació pedagògica, del 1946 fins a la seva mort el 1962.

## Teoria psicosocial del desenvolupament
El desenvolupament es desencadena per la relació dialèctica entre factors socials relacional (l'afecte) i la maduració neurològica del subjecte. La gran diferència entre Piaget i Wallon són les emocions, en la resta són semblants. “L'emoció és el motor de desenvolupament”

- Dona protagonisme a l'acció de l'infant. (Igual que Piaget).
- El desenvolupament no és lineal.
- Alternances funcionals. Poden definir-se amb 2 terminologies: els moviments centrífugs i els centrípets. es tracta de moments en el desenvolupament de l'infant en què el moviment predominant és més cap enfora o més cap endins (es construeix el seu propi esquema corporal) i això s'associa amb dues funcions:

Funció anabòlica. Construcció del subjecte de la persona i estaria relacionada amb la centrípeta, recull d'energia, dormint, estant més observador.
Funció catabòlica. Associada al moviment centrífug, té relació amb l'entorn, implica molta despesa d'energia.
- Integració funcional. Tot el que ha assumit fins aquell moment hi és, més el que està aprenent

### Estadis de desenvolupament segons Wallon
- Vida intrauterina
- Estadi de la impulsivitat motora
- Estadi emocional.
- Estadi del personalisme. És l'estat de l'aparició del jo, equival al que Piaget descrivia com a egocentrisme.
- Estadi del pensament categorial, n'hi ha de dos tipus:

Pensament sincrètic
Pensament categorial
- Estadi de la pubertat

## Obres escollides
- Délire de persécution. Le délire chronique à base d'interprétation, Baillière, París, 1909.
- « La conscience et la vie subconsciente » a G. Dumas, Nouveau traité de psychologie, PUF, París (1920-1921).
- L'enfant turbulent, Alcan, París, 1925. Reeditat per PUF, París, 1984.
- Les origines du caractère chez l'enfant. Les préludes du sentiment de pesonnalité, Boisvin, París, 1934. Reeditat per PUF, París, 1973.
- La vie mentale, Éditions sociales, París, 1938. Reeditat el 1982.
- L'évolution psychologique de l'enfant, A. Colin, París, 1941. Reeditat el 1974.
- De l'acte à la pensée, Flammarion, París, 1942.
- Les origines de la pensée chez l'enfant, PUF, París, 1945. Reeditat el 1963.